# Teodor Boczek
Teodor Teofil Boczek (ur. 3 listopada 1897 w Lachowicach, zm. 28 lipca 1988) – podpułkownik Wojska Polskiego.

## Życiorys
Teodor Teofil Boczek urodził się 3 listopada 1897 roku. Od 1908 uczęszczał do c. i k. Gimnazjum Wyższego w Wadowicach. Maturę wojenną zdał 8 października 1915. Po odzyskaniu przez Polskę niepodległości został przyjęty do Wojska Polskiego. Brał udział w wojnie polsko-bolszewickiej. Został awansowany do stopnia porucznika piechoty ze starszeństwem z dniem 1 czerwca 1919. W latach 20. i 30. był oficerem 12 pułku piechoty w garnizonie Wadowice, w tym w 1923 był w kadrze naukowej Centralnej Szkoły Strzelniczej w Toruniu. Został awansowany do stopnia kapitana piechoty ze starszeństwem z dniem 1 stycznia 1928. W 1927 był sekretarzem klubu sportowego Wisła Kraków. 27 czerwca 1935 roku awansował na majora ze starszeństwem z dniem 1 stycznia 1935 roku i 59. lokatą w korpusie oficerów piechoty. W sierpniu tego roku został wyznaczony na stanowisko dowódcy batalionu w 12 pułku piechoty. Od 7 października 1937 do 12 października 1938 roku dowodził batalionem KOP „Żytyń”.
Brał udział w II wojnie światowej. Po wojnie był podpułkownikiem ludowego Wojska Polskiego.
Zmarł 28 lipca 1988. Został pochowany na cmentarzu Prądnik Czerwony (Batowice) w Krakowie (kwatera A-XXII-9-12).

## Ordery i odznaczenia
- Krzyż Kawalerski Orderu Odrodzenia Polski (11 października 1946)[19],
- Krzyż Walecznych (dwukrotnie),
- Złoty Krzyż Zasługi (11 listopada 1938)[20]
- Medal Niepodległości (2 sierpnia 1931)[21],
- Medal Międzysojuszniczy „Médaille Interalliée”.